# Urodiabunus arlei
Genre
Espèce
Urodiabunus arlei, unique représentant du genre Urodiabunus, est une espèce d'opilions laniatores de la famille des Gonyleptidae.

## Distribution
Cette espèce est endémique de l'État de Rio de Janeiro au Brésil. Elle se rencontre vers Petrópolis et Teresópolis.

## Description
Le mâle syntype mesure 7 mm.

## Étymologie
Cette espèce est nommée en l'honneur de Roger Pierre Hypolite Arlé.

## Publication originale
- Mello-Leitão, 1935 : « A propósito de alguns opiliões novos. » Memórias do Instituto Butantan, vol. 9, p. 369–411.